# Oioceros
El Oioceros es un género extinto de oveja del Mioceno tardío. Se han encontrado fósiles en Grecia, China, Irán, y África. Fue descubierto por Wagner en 1857, e incluye nueve especies: O. rothii, O. atropatenes, O. jiulongkouensis, O. noverca, O. robustus, O. stenocephalus, O. lishanensis, O. wegneri, y O. tanyceras. Las especies originales incluyen O. grangeri (Pilgrim, 1934), considerada ahora del género Sinomegoceros, y O. xiejiaensis (Li and Qui; 1980), considerada ahora del género Sinopalaeoceros.
El Oioceros tenía cierto parecido a una gacela, y representa el bóvido más antiguo del mundo que se conoce.

## Descripción
En 1997, un cráneo casi completo de O. rothii demostró que era similar al Samotragus praecursor, con la cara más corta en comparación con su cráneo relativamente largo, así como cuernos aislados. Sin embargo, a diferencia del S. praecursor, el O. rothii tenía una mandíbula con premolares primitivos, que eran más largos que los molares que se encontraron después. Pilgrim y Hopwood describieron el género como "pequeño, de largo hocico estrecho; cara doblada ligeramente por el eje de la base craneal; órbitas de cielo expandido; cuernos girados en espiral de una o dos revoluciones, muy separados entre sí, inclinados hacia atrás o hacia arriba, divergentes, de sección casi circular o elíptica; dentición moderadamente hypsodonta, con las series de premolares bastante largos y estilizados, molares amplios y con costillas de robustez media" (Pilgrim and Hopwood, 1928, p. 24). Los cuernos del Oioceros tienen una torsión.

## Especies
- Oioceros rothii nombrado por Wagner en 1857. Inicialmente nombró al espécimen que había encontrado en Pikermi, Grecia, como "Antilope rothii". En 1902, Gaillard renombró las especies como Oioceros rothii.
- Oioceros atropatenes nombrado por Rodler & Weithofer en 1890.
- Oioceros jiulongkouensis nombrado por G. Chen y W. Wu en 1976.
- Oioceros noverca nombrado por Pilgrim en 1934.
- Oioceros robustus nombrado por Chen y Wu en 1976.
- Oioceros stenocephalus nombrado por Chen y Wu en 1976.
- Oioceros wegneri nombrado por Andree en 1926. Posiblemente se trate de un género completamente distinto de oveja.